# Список умерших в 1941 году
В этом списке перечислены люди, умершие в 1941 году, список организован по дате смерти.

## Январь
- 2 января — Банич, Штефан (71), словацкий конструктор и изобретатель. Известен созданием первого армейского парашюта.

- 3 января

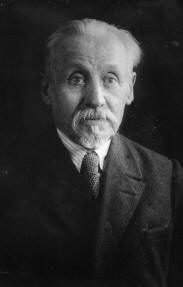
Владимир Маковский

  - Бош, Эжен (85), франко-бельгийский художник и поэт.
  - Галас, Бруно (21) — итальянский офицер, танкист во время Второй мировой войны. Кавалер высшей награды Италии за подвиг на поле боя — золотой медали «За воинскую доблесть» (1941, посмертно) (погиб в битва за Бардию). Умер в Ливии.
  - Еро, Фульвио, итальянский офицер, танкист во время Второй мировой войны. Кавалер высшей награды Италии за подвиг на поле боя — золотой медали «За воинскую доблесть» (1941, посмертно) (погиб в битве за Бардию).
  - Маковский, Владимир Матвеевич (70) — украинский советский ученый-механик, специалист в области турбиностроения, доктор технических наук, заслуженный профессор УССР (1924 г.), ректор Днепропетровского горного института, создатель научной школы.

- 4 января

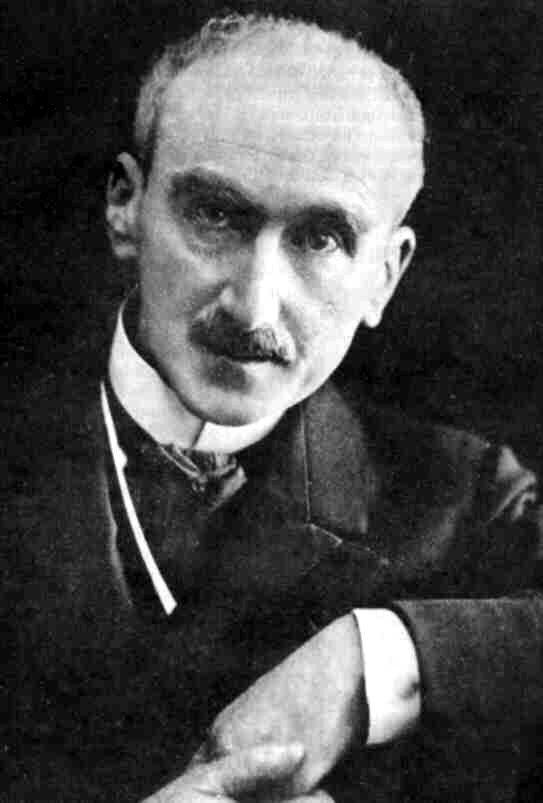
Анри Бергсон

  - Бергсон, Анри (81), один из крупнейших философов XX века, представитель интуитивизма и философии жизни, лауреат Нобелевской премии по литературе (1927). Умер от воспаления лёгких
  - Годден, Руди[нем.] (33) — немецкий актёр[1].
  - Фаут, Филипп (73), немецкий астроном, сотрудник Аненербе.
- 5 января
  - Гаджибеков, Гаджибек Ахмедханович (38) — дагестанский журналист, драматург, литературовед, критик. Автор лезгинского и табасаранского алфавитов на латинской графической основе. Репрессирован. Убит в заключении рецидивистами. Реабилитирован посмертно.
  - Джонсон, Эми (37), женщина-пилот Великобритании, дама-командор ордена Британской империи, первая в мире женщина, совершившая одиночный перелёт из Англии в Австралию; погибла, обстоятельства смерти до конца не выяснены.

- 8 января

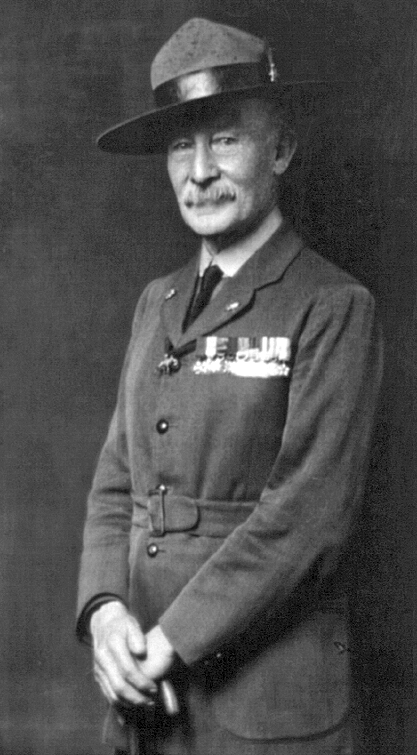
Роберт Баден-Пауэлл

  - Баден-Пауэлл, Роберт (83), британский военачальник, основатель скаутского движения и гайдовского движения.
  - Данкль, Виктор (86), австрийский военачальник, командовавший 1-й, а затем 11-й армией во время Первой мировой войны.
  - Сян Ин — деятель Коммунистической партии Китая, один из создателей китайской Красной армии, заместитель командующего Новой 4-й армией. Погиб в бою с гоминьдановцами.
- 9 января .
  - Големис, Димитриос (63), греческий легкоатлет, бронзовый призёр летних Олимпийских игр 1896 в Афинах в беге на 800 м.
  - Иорданский, Николай Николаевич (77), российский педагог и деятель образования, доктор педагогических наук
- 10 января

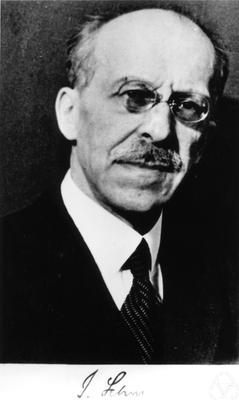
Исай Шур

- - Лавери, Джон (84), ирландский и шотландский художник, мастер портретной и пейзажной живописи.
  - Шур, Исай (66), немецкий и израильский математик.

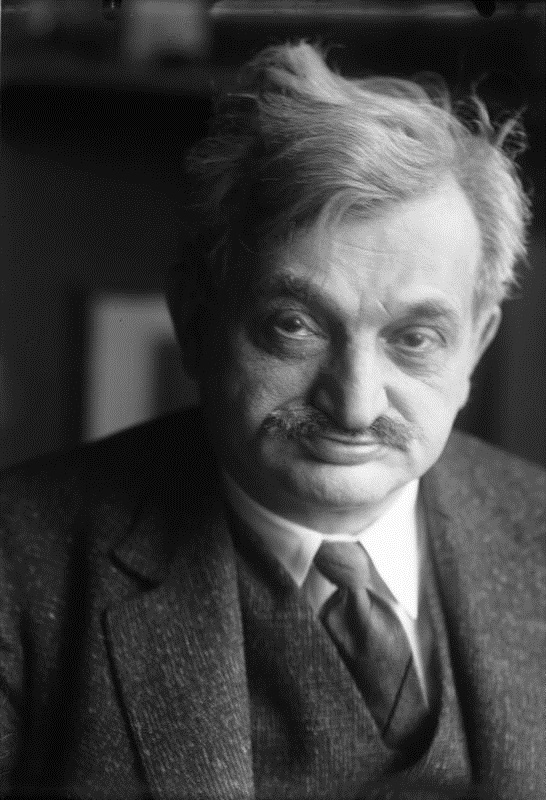
Эмануил Ласкер

- 11 января — Ласкер, Эмануил (72), немецкий шахматист и математик, второй чемпион мира по шахматам (1894—1921). Умер от почечной инфекции в Нью-Йорке.
- 12 января
  - Дитерихс, Михаил Михайлович (69), выдающийся врач, хирург, русский офицер, Заслуженный деятель науки РСФСР (1936).
  - Орлов, Владимир Григорьевич (58), российский потомственный дворянин, юрист и профессиональный контрразведчик. Погиб в немецком концлагере.

- 13 января

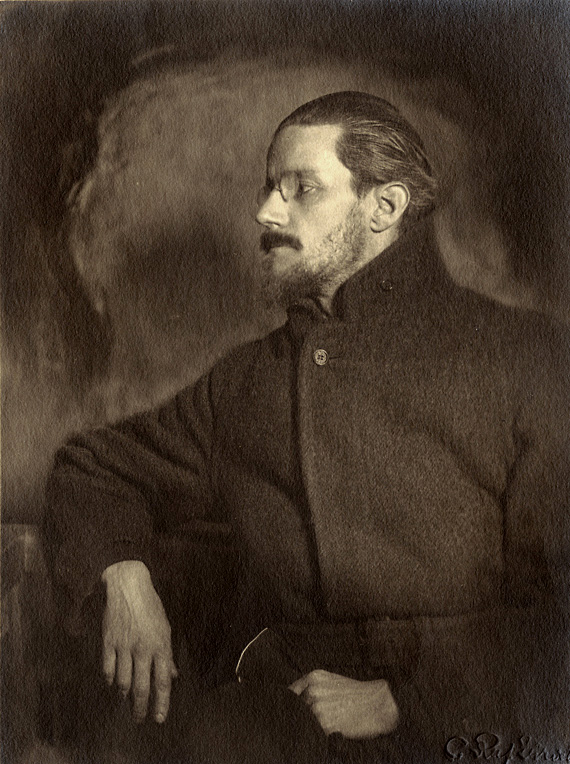
Джеймс Джойс

  - Васмундт, Владимир Георгиевич (68), военачальник русской императорской армии, генерал-лейтенант, участник белого движения. Умер в Париже.
  - Джойс, Джеймс (58), ирландский писатель и поэт, представитель модернизма.
- 14 января — Кравцев, Георгий Георгиевич (33), заместитель Председателя Госплана СССР (1939—1941).
- 15 января — Ботштибер, Хуго (65), австрийский музыковед. Умер в Англии.
- 16 января — Сипягин, Александр Григорьевич, российский политик член партии кадетов, депутат первой Государственной Думы, историк. Умер в Риме.
- 17 января — Высоцкая, Станислава Юлиановна (Стани) — польская актриса («Его сиятельство шофёр», «Вереск», «О чём не говорят», создатель Польского национального театра-студии в Киеве (1911—1920).
- 18 января
  - Гатчек, Бертольд (86) — австрийский зоолог.
  - Славянова, Зинаида Михайловна (58) — российская и советская актриса и режиссёр, первая российская женщина-режиссёр профессионального театра, главный режиссёр Самарского городского театра (1918—1919), главный режиссёр Смоленского драматического театра (1923—1924, 1931—1937), главный режиссёр Крымского академического русского драматического театра имени А. М. Горького (1938—1941)[2].
- 19 января — Присёлков, Михаил Дмитриевич (59), российский и советский историк. Умер от рака.
- 20 января — Биссингер, Джон (62), американский гимнаст и легкоатлет, серебряный призёр летних Олимпийских игр 1904 в Сент-Луисе в командном первенстве по гимнастике.
- 23 января — Петров, Пётр Поликарпович — русский советский писатель. Репрессирован. Посмертно реабилитирован.
- 27 января — Блёзе, Луи Флоран Альфред, французский гобоист и музыкальный педагог.

- 29 января

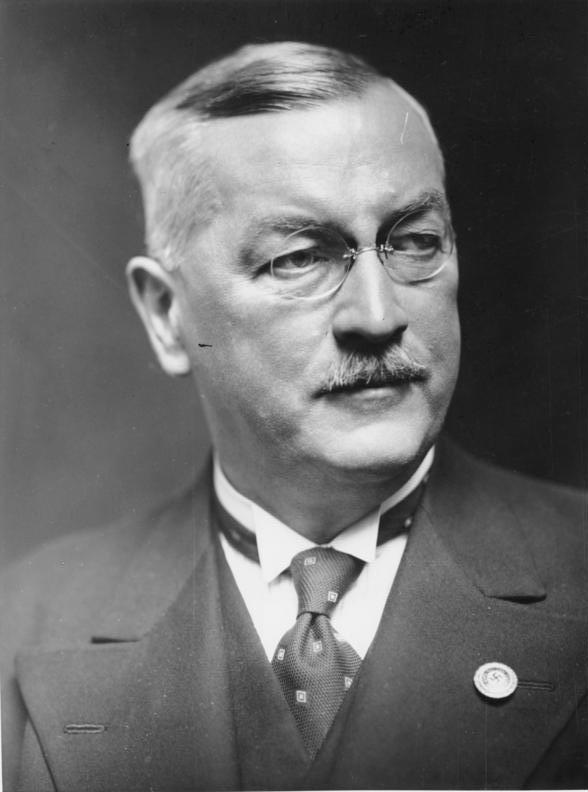
Франц Гюртнер

  - Гюртнер, Франц (59), рейхсминистр юстиции Германии (1932—1941)
  - Макграт, Мэттью (62), амеориканский легкоатлет, чемпион Олимпийских игр 1912 г., серебряный прзер Олимпийских игр 1908 и 1924 г. в метании молота
  - Метаксас, Иоаннис (69), греческий генерал, премьер-министр (фактически диктатор) Греции (1936—1941). Умер от глоточной флегмоны.
  - Шпигельглас, Сергей Михайлович (43), деятель ВЧК-ОГПУ, майор государственной безопасности, И. о. начальника советской внешней разведки (ИНО НКВД) (1938). Расстрелян органами НКВД. Реабилитирован посмертно.
- 31 января
  - Гаприндашвили, Валериан Иванович (52), грузинский поэт, переводчик.
  - Соловейчик, Моше (62), один из первых преподавателей ортодоксального иудаизма в США.
  - Ярвинен, Вернер (70), финский легкоатлет, бронзовый призёр летних Олимпийских игр 1908 в метании диска

## Февраль
- 1 февраля

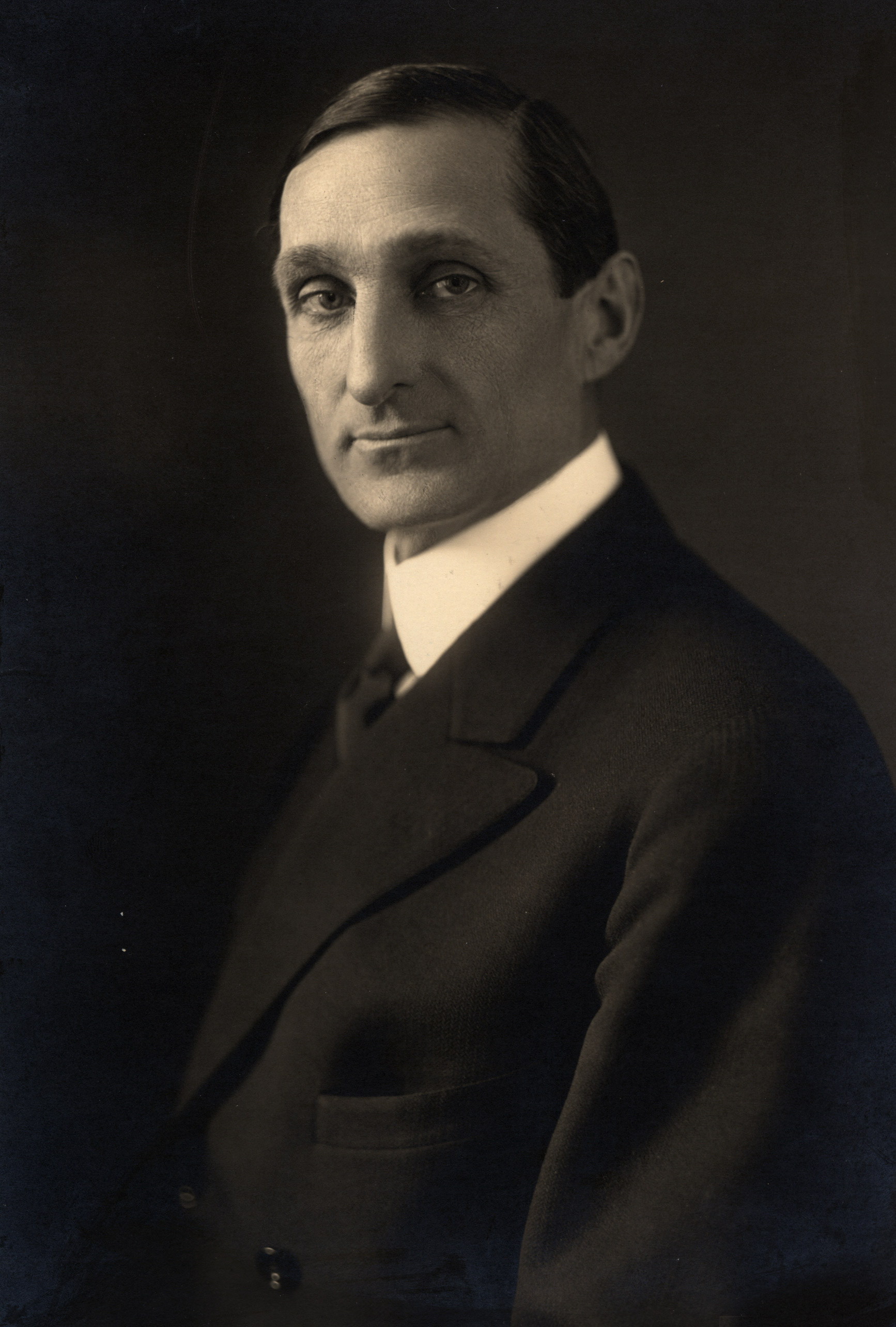
Уильям Макэду

  - Аббот, Уолтер[англ.], (63), английский футболист, обладатель кубка Англии по футболу (1906)[3]
  - Беднарчик, Антони — польский актёр[4].
  - Макэду, Уильям, (77), министр финансов США (1913—1918). Умер от сердечного приступа.
- 2 февраля
  - Делайл Стюарт (70), американский астроном
  - Кисела, Франтишек, (59), чешский живописец, график дизайнер, театральный художник, автор герба Чехословацкой республики.
  - Шлаф, Иоганнес (78), немецкий писатель и драматург.
- 3 февраля — Фабрицкий, Семен Семенович, российский контр-адмирал. Умер в Брюсселе
- 4 февраля
  - Ллойд, Джордж (61) — британский политик, верховный комиссар Великобритании в Египте (1925—1929), министр по делам колоний (1940—1941)
  - Манн, Маргарет (72), американская актриса. Умерла от рака.
- 5 февраля

Отто Штрандман

- - Кряучюнас, Йонас (76), литовский общественный деятель и работник литовской печати.
  - Патерсон, Эндрю Бартон (76), австралийский поэт. Умер от инфаркта.
  - Штрандман, Отто (политик) (65), эстонский государственный деятель, премьер-министр (1919), государственный старейшина (1929—1931). Самоубийство
- 6 февраля — Люс, Максимильен (82), французский художник позднего импрессионизма.
- 8 или 10 февраля — Матвеев, Николай Петрович (75), российский журналист, писатель, поэт, переводчик-японист, краевед, автор первой «Истории города Владивостока»; дед поэта Ивана Елагина, умер в Японии.
- 9 февраля — фон Арним, Элизабет (74), британская писательница («Колдовской апрель»)[5].
- 10 февраля — Кривицкий, Вальтер Германович (41), — деятель советских органов госбезопасности, высокопоставленный сотрудник ИНО НКВД. Обстоятельства смерти не выяснены.

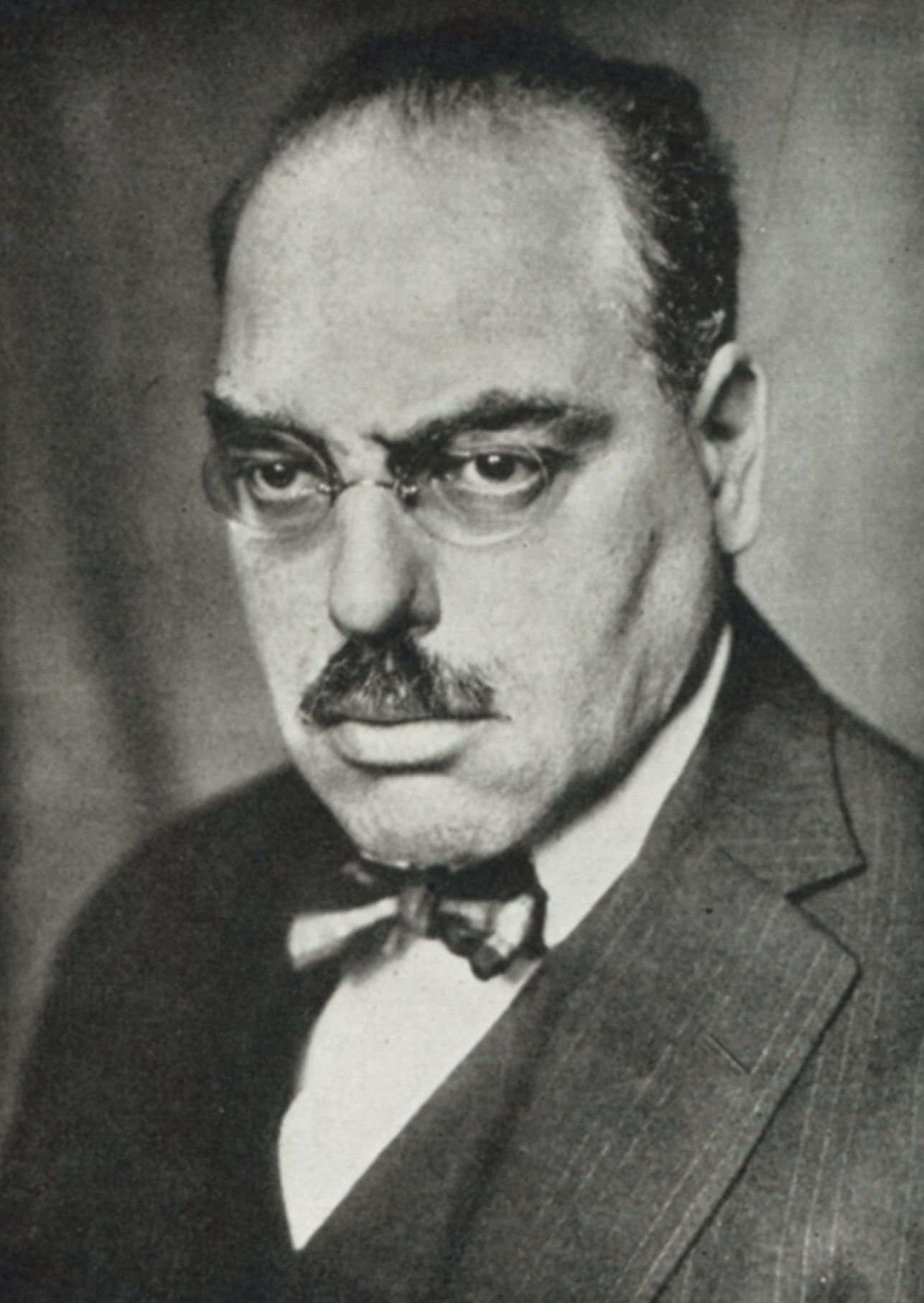
Рудольф Гильфердинг

- 11 февраля — Гильфердинг, Рудольф (63), австрийский и немецкий марксист, лидер социал-демократии и политический деятель Германии. Министр финансов Германии (1923, 1928—1929). Скончался в гестаповской тюрьме в Париже.
- 12 февраля — Епанчин, Николай Алексеевич (84), русский генерал, участник Первой мировой войны, военный писатель. Умер в Ницце
- 15 февраля
  - Адлер, Гвидо (85), музыкальный критик и педагог.
  - Блонский, Павел Петрович (56), российский и советский философ, педагог и психолог.
  - Мария даш Невеш, инфанта Португалии (88)
- 19 февраля
  - Кьовенда, Эмилио (69), итальянский ботаник и врач.
  - Кюри, Жак (85), французский физик, вместе с братом открыл пьезоэлектричество в 1880—1881 гг.
  - Харти, Хамильтон (61), ирландский дирижёр и композитор.

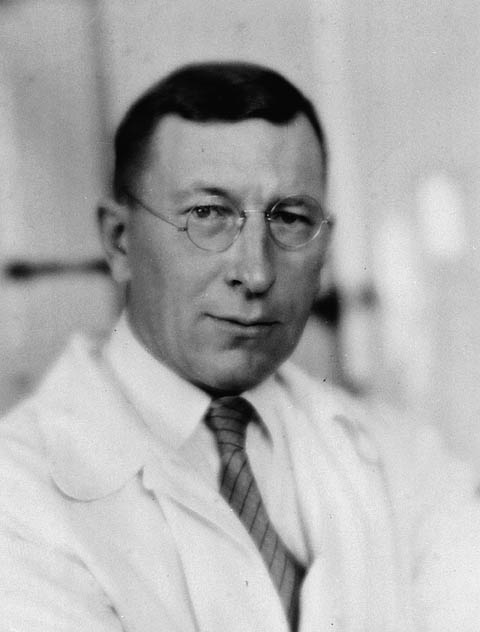
Фредерик Бантинг

- 20 февраля — Минне, Жорж (74), бельгийский скульптор, художник и график.
- 21 февраля
  - Бантинг, Фредерик, канадский физиолог и врач, один из открывателей гормона инсулина. Лауреат Нобелевской премии по физиологии и медицине в 1923 году (совместно с Джоном Маклеодом). Погиб в авиакатастрофе.
  - Льетер, Ноэль (32), французский футболист
- 22 февраля — Миллер, Дейтон Кларенс (74), американский физик, акустик, один из пионеров в использовании рентгеновских лучей
- 23 февраля — Сахаров, Константин Вячеславович (59), генерал-лейтенант (1919). Видный деятель белого движения в Сибири. Умер после операции по поводу язвы желудка в Берлине
- 24 февраля
  - Арно де ла Перьер, Лотар фон (54), германский морской офицер, герой Первой мировой войны, самый результативный подводник всех времён, вице-адмирал. Погиб в авиакатастрофе.
  - Зегадлович, Эмиль (52), польский поэт, прозаик, драматург, переводчик, один из крупнейших представителей польского экспрессионизма.
  - Клич, Вильгельм — австрийский актёр

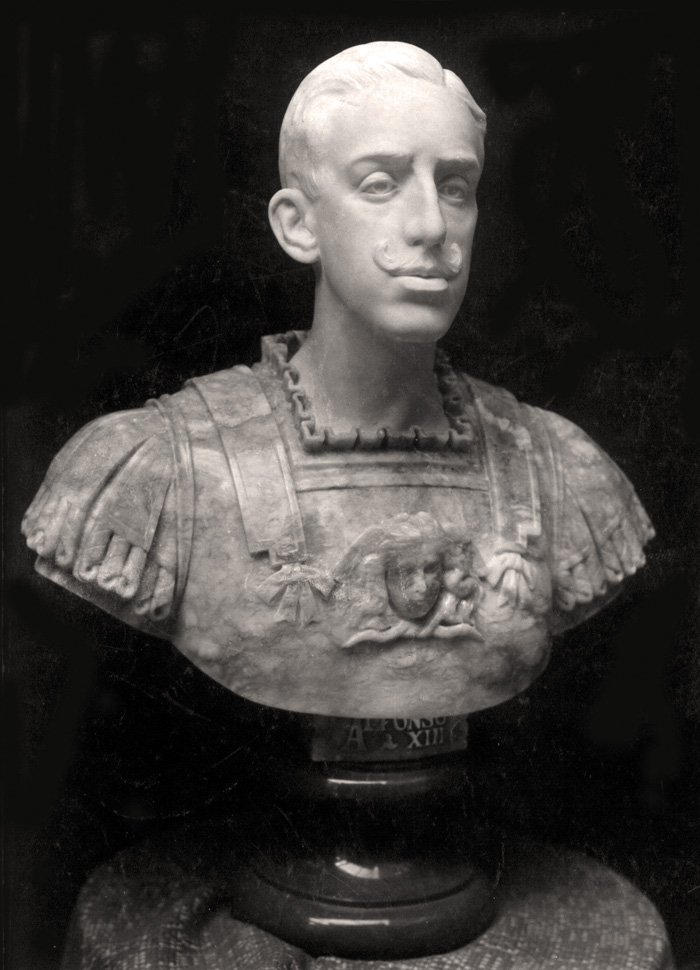
Альфонс XIII

- 28 февраля — Альфонс XIII (54), 16-й король Испании (1886—1931), дед короля Хуана Карлоса I. Умер В Риме

## Март
- 4 марта

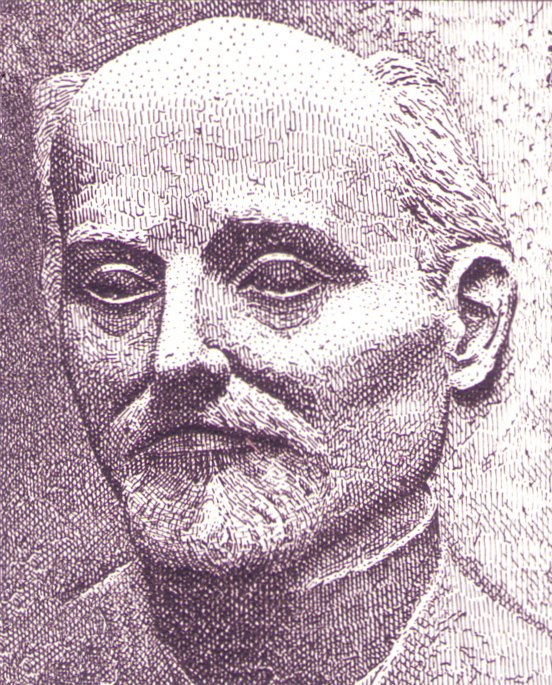
Людвиг Квидде

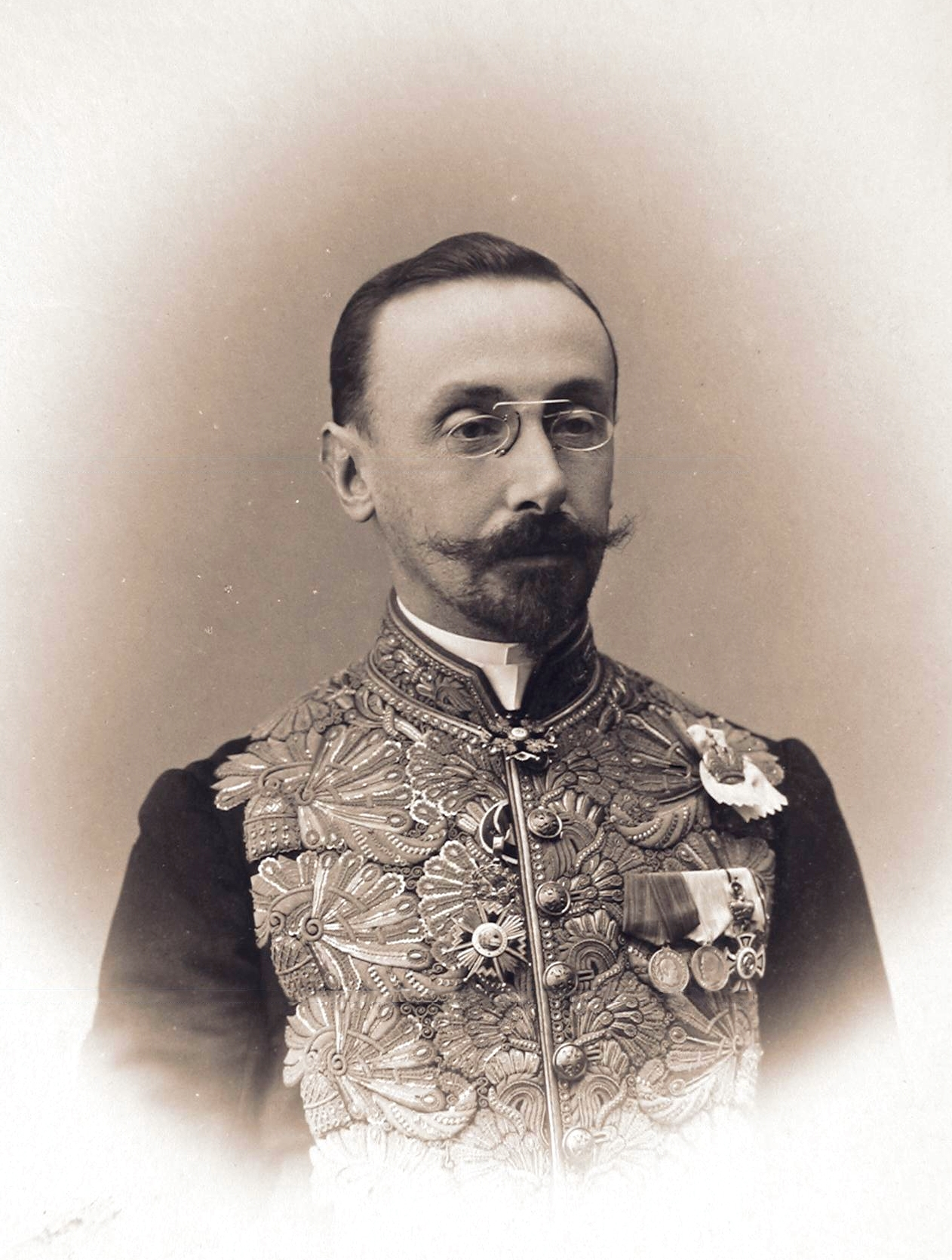
Дмитрий Толстой

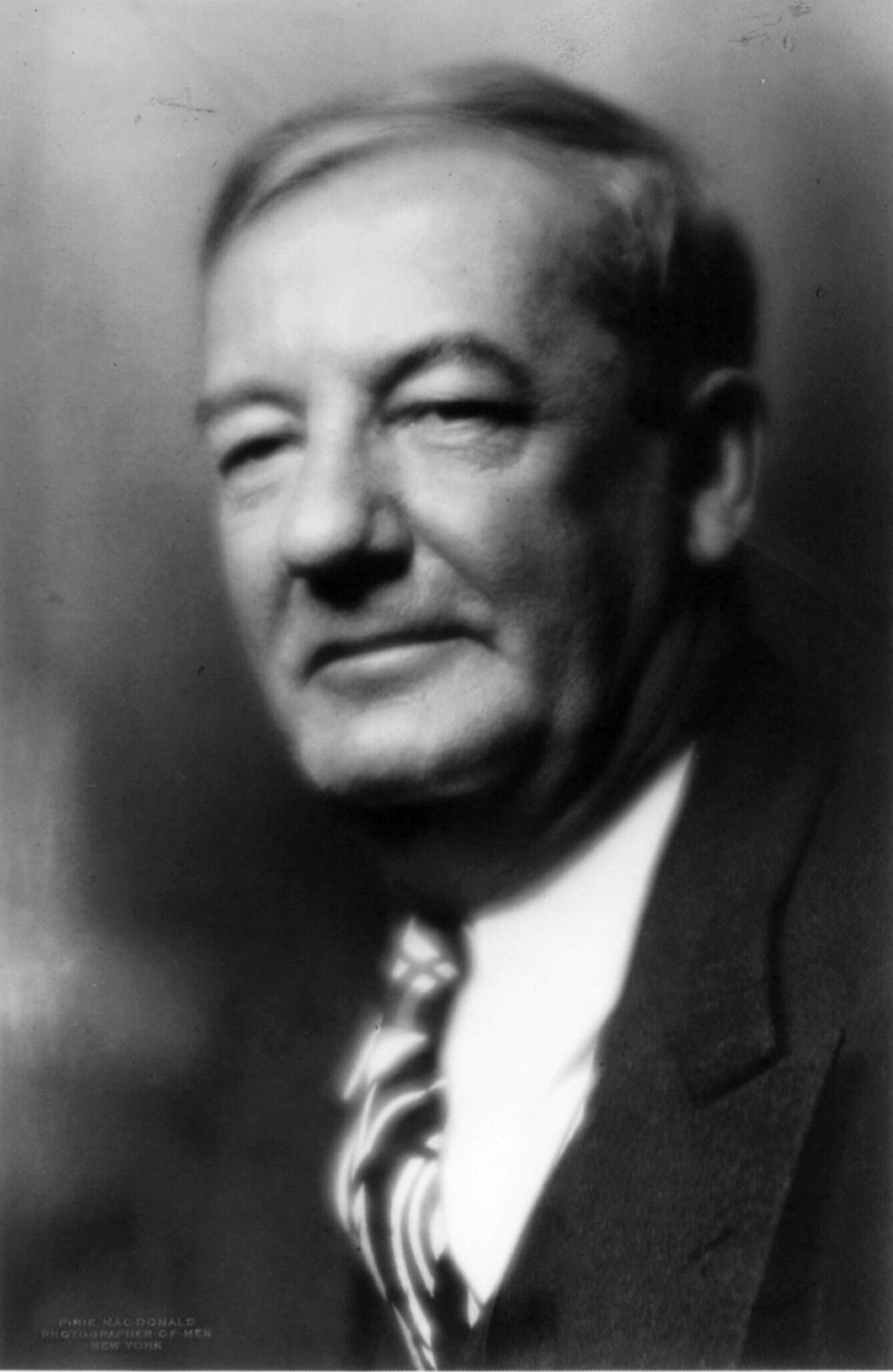
Шервуд Андерсон

- - Игнатьев, Никон Васильевич (45), горномарийский писатель, зачинатель горномарийский литературы. Репрессирован. Умер в заклчюении.
  - Каллен, Найджел (23), австралийский лётчик ас.
  - Квидде, Людвиг (82), доктор философских наук, автор многих исторических трудов, лауреат Нобелевской премии мира 1927 года. Умер в изгнании.
- 5 марта — Толстой, Дмитрий Иванович (80), русский коллекционер живописи, директор Эрмитажа. Умер во Франции.
- 6 марта — Борглум, Джон Гутзон (73) — американский скульптор и архитектор.
- 7 марта
  - Барятинский, Владимир Владимирович (66), русский публицист, драматург и писатель. Умер в Париже.
  - Прин, Гюнтер (33), немецкий подводник времён Второй мировой войны. Пропал без вести со своей подводной лодкой.
  - Сым, Иго (44), польский актёр театра и кино, коллаборационист. Казнён польскими патриотами.
  - Шеринг, Арнольд (63), немецкий музыковед и философ, педагог, профессор, доктор философии.
- 8 марта — Андерсон, Шервуд (64) — американский писатель; перитонит.
- 9 марта — Грирсон, Джордж Абрахам (90), британский лингвист-индолог и государственный служащий.
- 10 марта — Кушев, Николай Егорович, российский медицинский работник, маляриолог, организатор борьбы с малярией в Поволжье. профессор, Герой Труда
- 11 марта — Шульте, Карл Йозеф (69), немецкий кардинал, Архиепископ Кёльна (1920—1941)
- 11 марта — Калнин, Август Янович (51) — советский политический деятель, народный комиссар рабоче-крестьянской инспекции Белорусской ССР (1927—1932).
- 13 марта — Кристиан, Фредерик, британский крикетист, чемпион летних Олимпийских игр 1900.
- 14 марта
  - Баво, Морис (34), швейцарский гражданин, совершивший в 1938 году неудачное покушение на Гитлера и казнённый на гильотине.
  - Ковалевский, Евграф Петрович (младший) (75), политический и общественный деятель. Член Государственной Думы. Скончался в Париже
- 15 марта — Явленский, Алексей фон(76), русский художник-экспрессионист. Умер в Висбадене
- 16 марта
  - Кромптон, Боб (61), английский профессиональный футболист и футбольный тренер. Игрок сборной Англии. Умер от сердечного приступа.
  - Попов, Борис Михайлович (58), русский советский музыковед, музыкальный педагог, дирижёр, музыкальный критик, адвокат, общественный деятель, филателист.
- 17 марта — Шепке, Йоахим (29), немецкий подводник времён Второй мировой войны, капитан-лейтенант. Погиб в бою
- 18 марта — Линден, Арво (54), финский греко-римский борец, бронзовый призёр летних Олимпийских игр 1908 г. В Лондоне.

- 19 марта

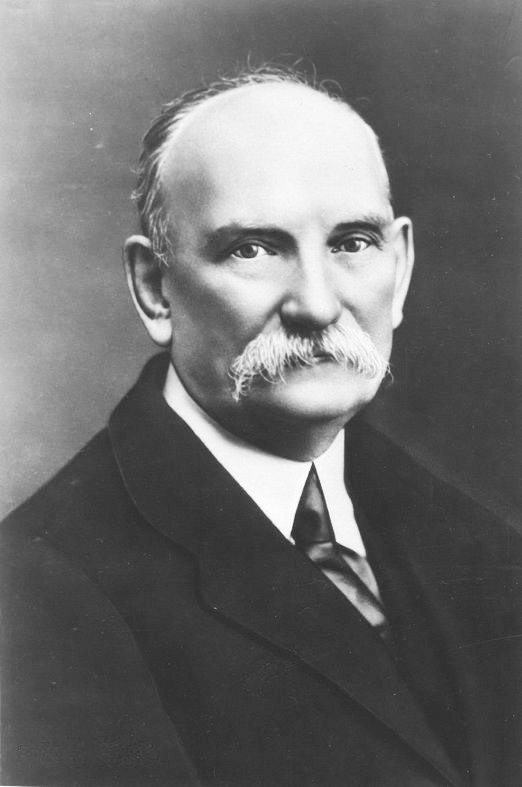
Николай Курнаков

  - Курнаков, Николай Семёнович (80), русский физикохимик, профессор (1893), заслуженный профессор (1907), доктор химических наук (1909), академик Петербургской академии наук (1913) и АН СССР, создатель физико-химического анализа.
  - Хольмсен, Иван Алексеевич (75), — русский генерал норвежского происхождения, участник Первой мировой войны и Белого движения. Скончался в Осло
- 22 марта — Труш, Иван Иванович (72), украинский живописец импрессионист, мастер пейзажа и портретист, художественный критик и организатор художественной жизни в Галиции.
- 23 марта — Бада, Анджело[англ.] — итальянский певец, выступавший в Метрополитен-опера.
- 25 марта
  - Гоппер, Карлис (65), военный деятель России и Латвии, Расстрелян органами НКВД.
  - Горнфельд, Аркадий Георгиевич (73), российский литературовед, критик, переводчик, публицист.
  - Паулэсленд, Альфред — британский крикетист, чемпион летних Олимпийских игр 1900.
- 26 марта — Кребс, Отто (68), немецкий предприниматель и коллекционер

- 28 марта

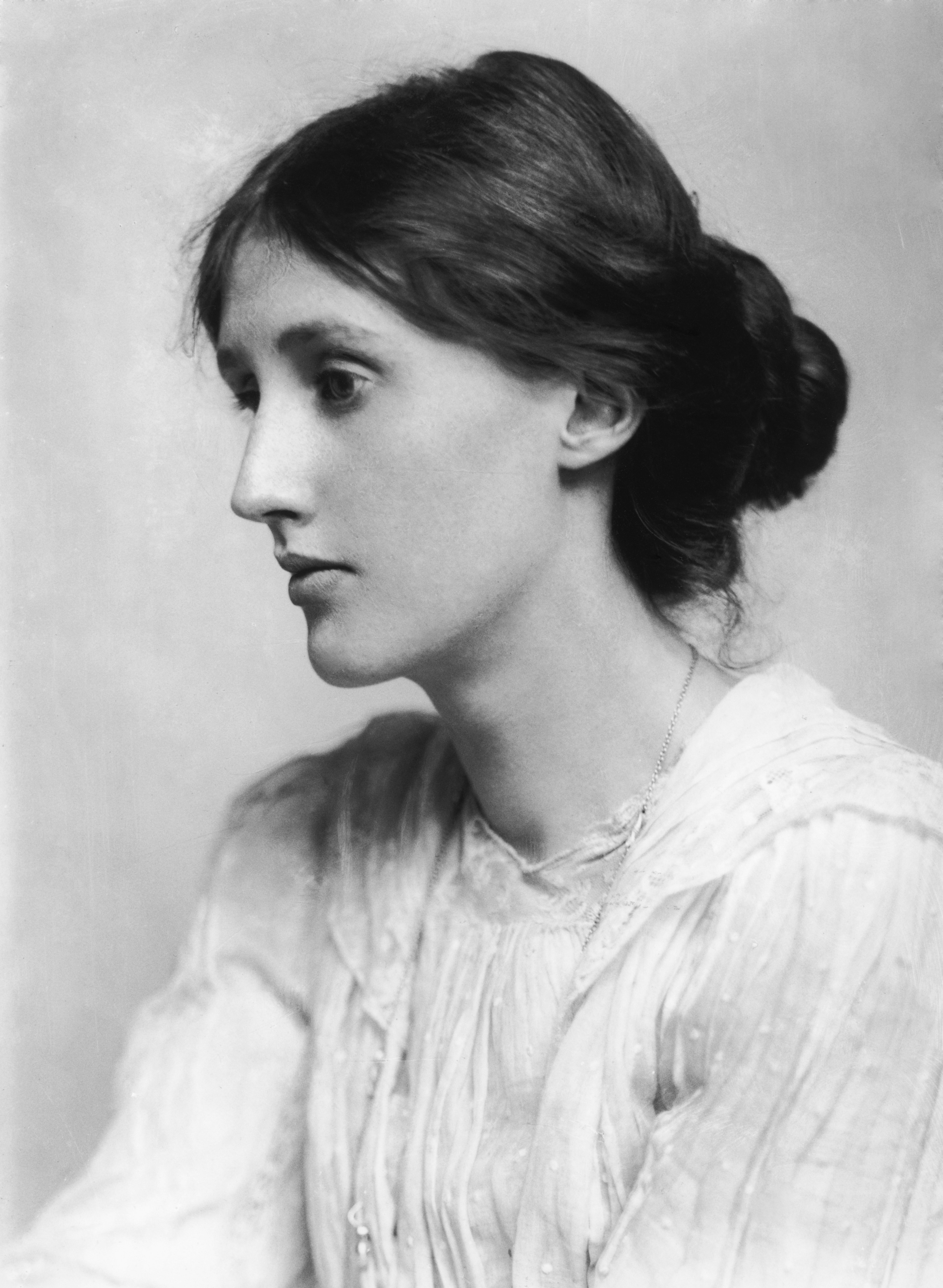
Вирджиния Вулф

  - Вулф, Вирджиния (59), британская писательница, литературный критик, ведущая фигура модернистской литературы первой половины XX века. Покончила жизнь самоубийством.
  - Харли, Маркус (57), американский велогонщик, четырёхкратный чемпион и бронзовый призёр летних Олимпийских игр 1904.
- 30 марта — Яноушек, Антонин (63), деятель чехословацкого и мирового рабочего движения, председатель Революционного правительственного совета недолго существовавшей Словацкой советской республики (1919)

## Апрель
- 1 апреля
  - Биркетт, Артур (65), британский крикетист, чемпион летних Олимпийских игр 1900.
  - Патко, Карой (45), венгерский художник, график и гравёр
  - Симеон Дайбабский (45), священнослужитель Сербской православной церкви, архимандрит. Канонизирован в 2010 году в лике преподобных.

- 3 апреля

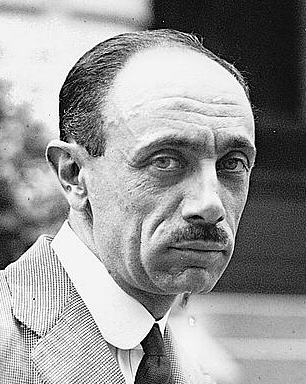
Пал Телеки

  - Телеки, Пал (61), венгерский политический деятель и учёный. премьер-министр Венгрии (1920—1921, 1939—1941), самоубийство.
  - Шадр, Иван Дмитриевич (54), русский советский художник, скульптор-монументалист, представитель направления «академический модерн».

- 5 апреля

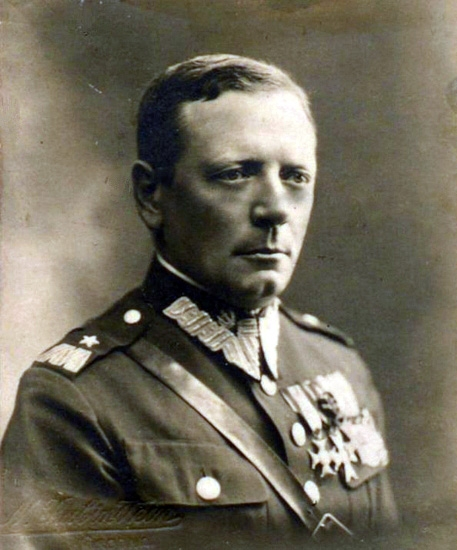
Францишек Клееберг

  - Евдокимов, Николай Николаевич (72), российский и советский астроном.
  - Клееберг, Францишек (53), генерал польской армии, известный тем, что дольше всех оказывал сопротивление немцам в 1939 году и не потерпел от них военного поражения. Умер в немецком плену.
  - Штумпп, Эмиль (55), немецкий педагог, художник и один из самых знаменитых представителей газетных художников-карикатуристов Веймарской республики. Погиб в нацистской тюрьме.
- 8 апреля
  - Герман-Найсе, Макс (54) — немецкий поэт и писатель. Умер в Лондоне.
  - Заруский, Мариуш (74), бригадный генерал польской армии и общественный деятель Польши. Умер от холеры в Херсонской тюрьме
- 9 апреля
  - Саймонд, Джордж (74), британский теннисист, серебряный призёр Летних олимпийских игр 1908 года.
  - Шеппард, Моррис (65), американский политик и конгрессмен, член Палаты представителей США (1902—1913), сенатор США от штата Техас (1913—1941), член демократической партии, автор 18-й поправки к Конституции США («отец сухого закона в США»)
- 12 апреля
  - Щёлоков, Николай Кононович (53), советский военачальник, генерал-лейтенант (1940). Профессор, доктор военных наук.
  - Ювеналий (Машковский) (57), епископ Русской православной церкви, епископ Брянский. умер в советском трудовом лагере.

- 13 апреля

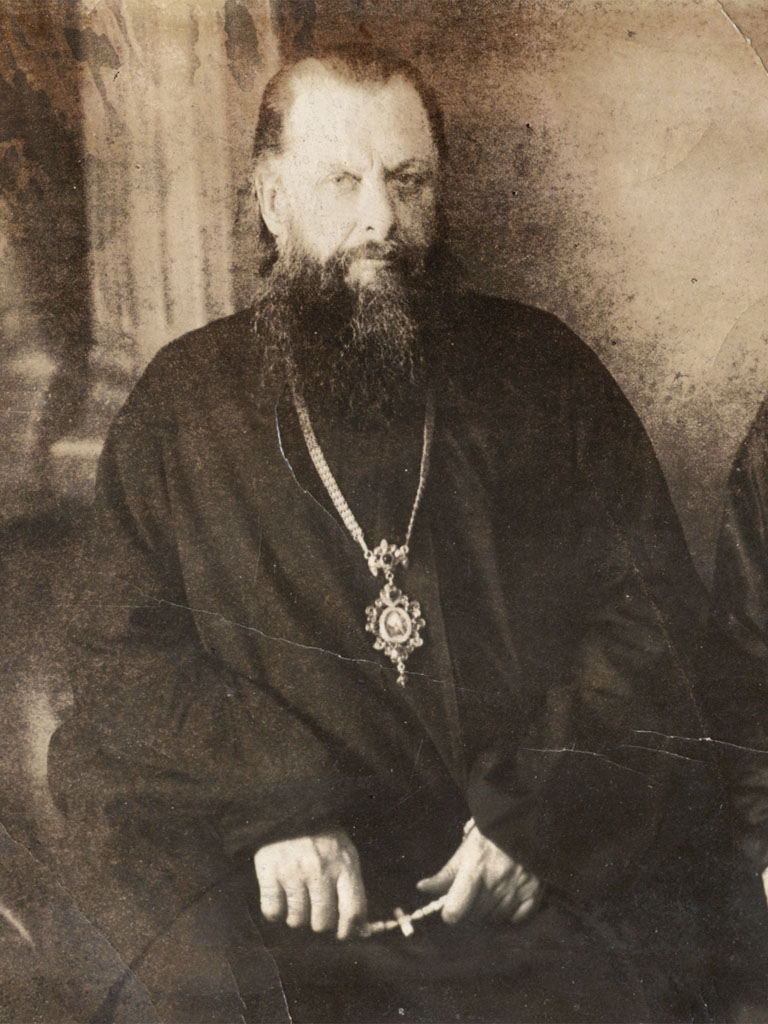
Ювеналий (Машковский)

  - Кон-Винер, Эрнст (58), немецкий историк искусства. Умер в Нью-Йорке
  - Кэннон, Энни Джамп (77), американский астроном.
  - Старовейский, Станислав Костка (45), блаженный Римско-Католической Церкви, мученик. Погиб в немецком концентрационном лагере.
  - Туайтс, Уильям (61), канадский футболист, чемпион летних Олимпийских игр 1904.
  - 14 апреля — Максимейко, Николай Алексеевич (80), украинский и советский ученый, историк права, доктор права (1915), профессор (1914), доктор юридических наук, член-корреспондент Всеукраинской академии наук (ВУАН) Украинской ССР (1925).
- 15 апреля — Киаменти, Карло, итальянский солдат, танкист во время Второй мировой войны. Кавалер высшей награды Италии за подвиг на поле боя — золотой медали «За воинскую доблесть» (1941, посмертно); погиб в бою.
- 16 апреля
  - Бернар, Эмиль (72), французский художник-неоимпрессионист, один из теоретиков символизма в искусстве.
  - Дриш, Ханс (73), — немецкий биолог, эмбриолог.
  - Вудхауз, Джон, 3-й граф Кимберли (57), британский игрок в поло и политик, чемпион (1920) и серебряный призёр (1908) летних Олимпийских игр.

- 17 апреля

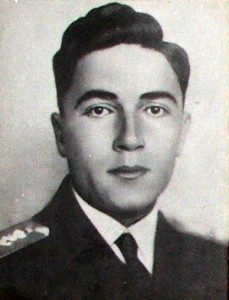
Милан Спасич

  - Верцинский, Эдуард Александрович (68), русский генерал-майор, участник Первой мировой войны. Дворянин. Расстрелян в Ленинграде.
  - Машера, Сергей (28), югославский словенский моряк, лейтенант 2 ранга Королевских военно-морских сил Югославии, Участник Второй мировой войны. Народный герой Югославии (посмертно). Погиб на взорванном им корабле.
  - Спасич, Милан (31), югославский сербский моряк, лейтенант 2 ранга Королевских военно-морских сил Югославии, Участник Второй мировой войны. Народный герой Югославии (посмертно). Погиб на взорванном им корабле
  - 20 апреля — Пелэм-Клинтон-Хоуп, Фрэнсис (75), 8-й Герцог Ньюкасл
- 21 апреля
  - Кашпар, Карел (40), архиепископ Праги (1931—1941)
  - Мантойфель, Фриц (66), немецкий гимнаст, двукратный чемпион летних Олимпийских игр 1896.
- 23 апреля
  - Версис, Константинос, артиллерийский офицер греческой армии Второй мировой войны, почитаемый сегодня в греческой артиллерии, как пример верности Военной присяге; самоубийство.
- 24 апреля
  - Бойе, Карин (40), шведская писательница. Покончила жизнь самоубийством.
  - Максимов, Александр Николаевич (68), российский этнолог, один из крупнейших теоретиков в области истории первобытного общества.

- 25 апреля

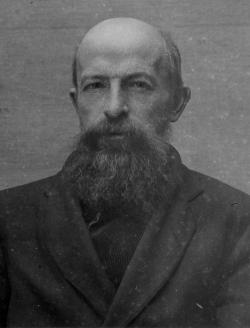
Александр Максимов

  - Апшениек, Фрицис (47), латвийский шахматист. Умер от туберкулёза
  - Ширяев, Александр Викторович (73), русский и советский танцовщик, балетмейстер, преподаватель, сочинитель хара́ктерного танца, один из первых режиссёров кино- и мультипликационных фильмов.
- 26 апреля — Адлерсфельд, Евфемия (86), немецкая писательница.
- 27 апреля
  - Дельта, Пенелопа (67), греческая писательница. Самоубийство.
  - Конрад, Эдди — американский актёр[6].
  - Орлов, Александр Васильевич, иерей, святой Русской православной церкви
- 28 апреля — Цебуля, Иосиф (39), блаженный Римско-Католической Церкви, священник, монах, мученик. Погиб в немецком концулагере.
- 30 апреля
  - Портер, Эдвин (71), американский кинорежиссёр, оператор, сценарист, продюсер.
  - Терлемезян, Фанос Погосович (76), армянский художник, народный художник Армянской ССР (1935).
  - Эбю, Эдгар (75), датский перетягиватель каната, чемпион летних Олимпийских игр 1900.

## Без даты

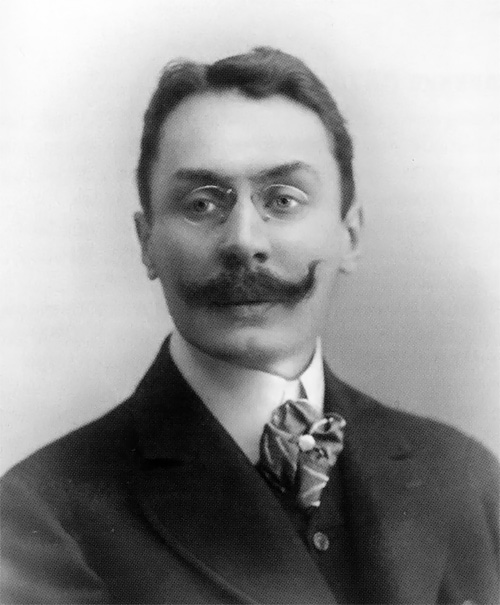
Владимир Адамович

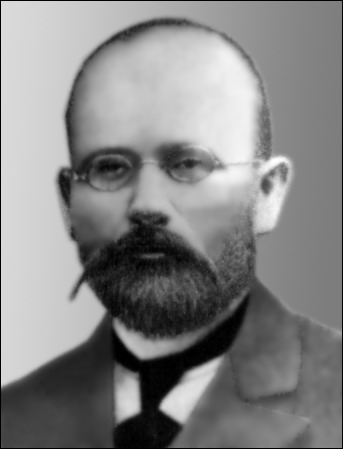
Христофор Барановский

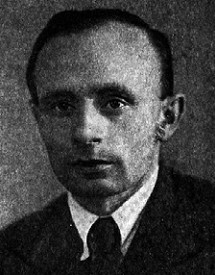
Анатолий Бокарев

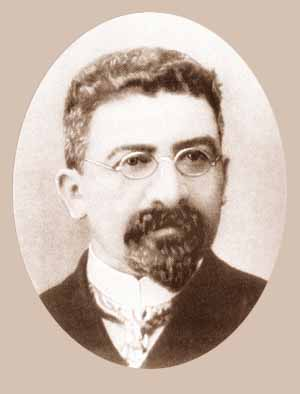
Леонтий Брамсон

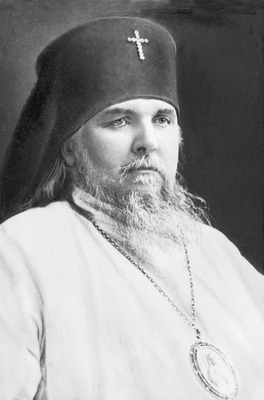
Вассиан (Пятницкий)

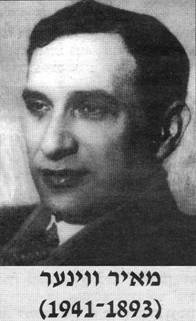
Меер Винер

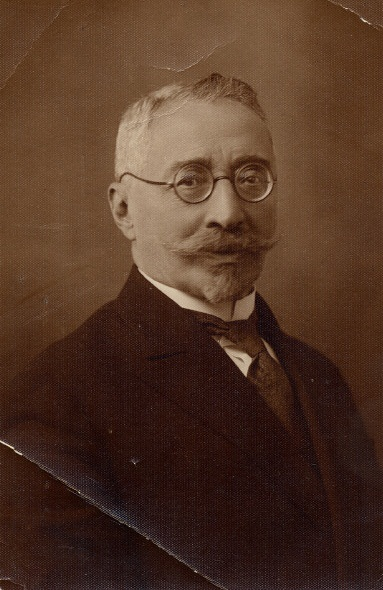
Яков Выгодский

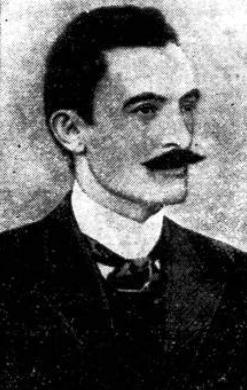
Марко Дакович

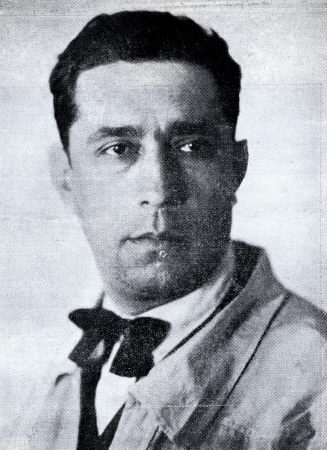
Георгиос Димитриадис

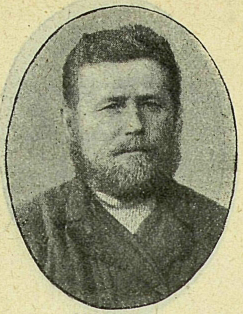
Каташинский, Илларион Мефодиевич

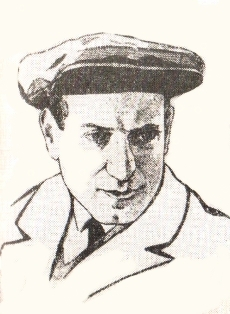
Леварса Квициниа

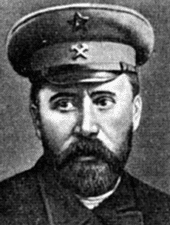
Пётр Кобозев

Сергей Кукель

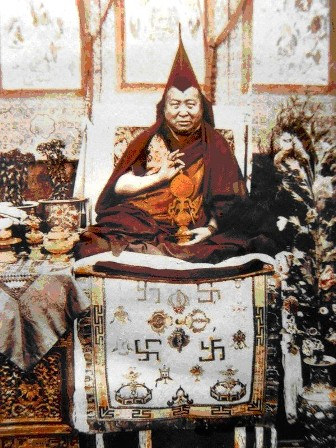
Пабонка Дечен Ньингпо

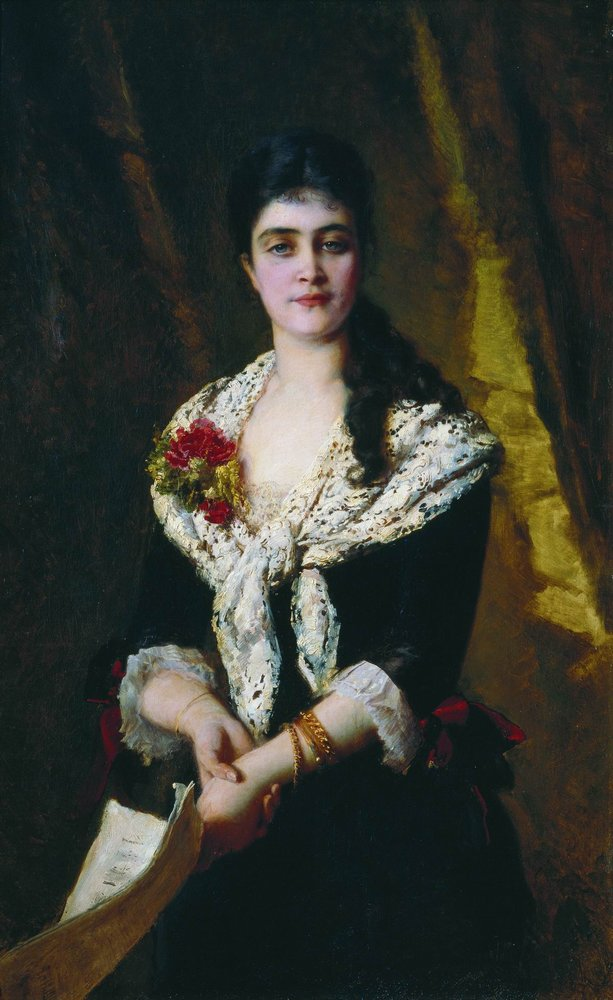
Александра Панаева

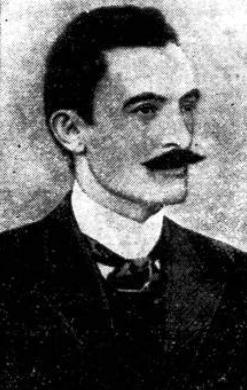
Александр Пристор

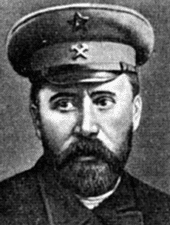
Пётр Кобозев

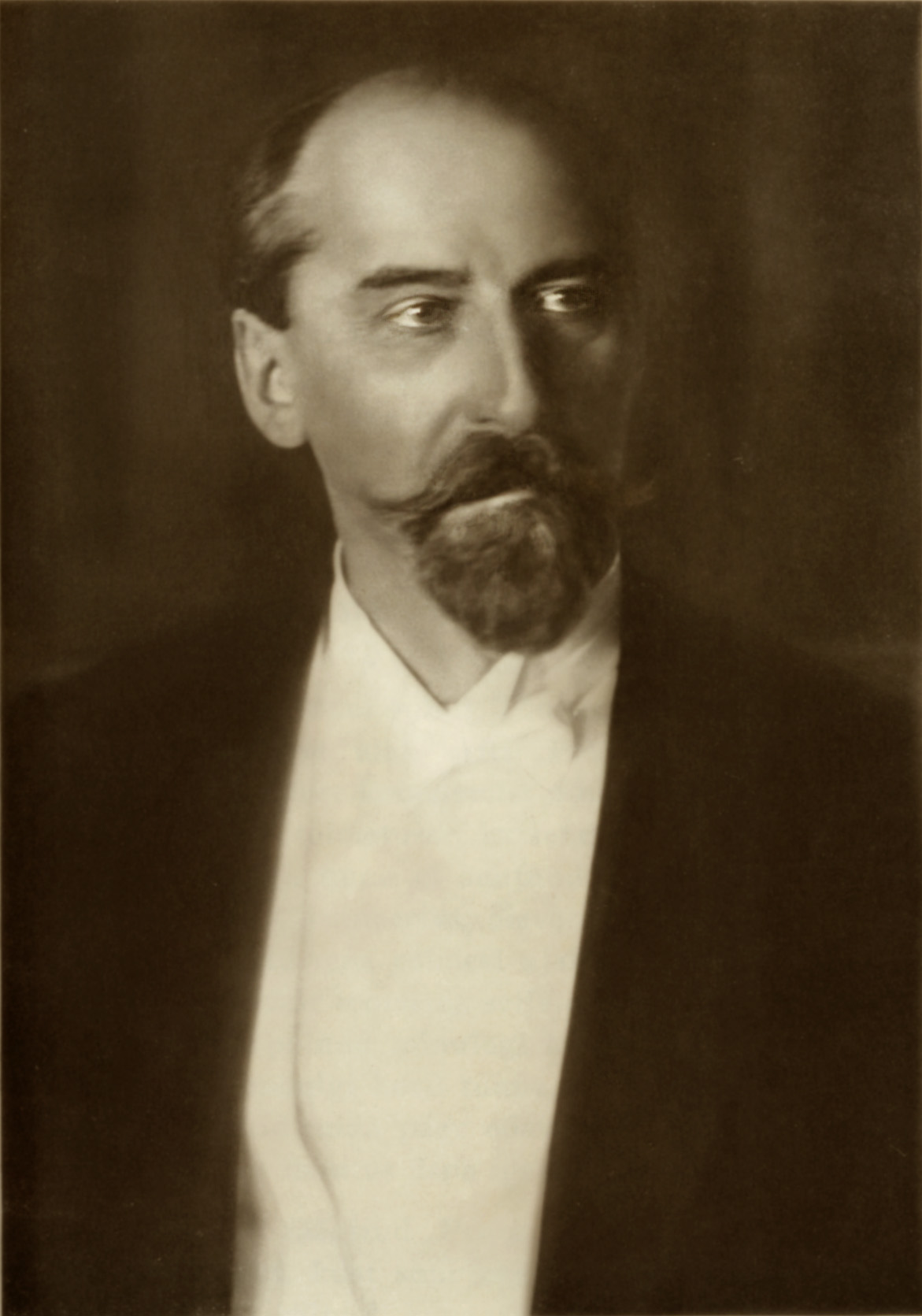
Яан Тынисон

- Аврущенко, Владимир Израилевич (33) — советский поэт. Участник Великой Отечественной войны. Казнён в плену немецкими оккупантами.
- Адамович, Владимир Дмитриевич — русский архитектор, реставратор, преподаватель, один из ярких представителей московского модерна. Умер в Москве
- Александру Робот — румынский и молдавский писатель-авангардист, поэт, журналист, литературный критик. Пропал без вести в августе под Одессой.
- Андреев, Александр Александрович — русский советский живописец, сценограф и педагог, член Ленинградского Союза художников, представитель ленинградской школы живописи. Погиб в блокадном Ленинграде.
- Аппель, Исаак — польский шахматист еврейского происхождения. Пропал на оккупированной немцами территории
- Ашкинази, Владимир Александрович — русский писатель, фельетонист, театральный критик. Умер в Париже
- Барановский, Христофор Антонович — общественный и кооперативный деятель Приднепровской Украины, министр финансов Украинской народной республики (1920). Умер в Сан-Паулу, Бразилия
- Берндт, Оттомар Вильгельмович — украинский композитор немецкого происхождения. После начала Великой Отечественной войны арестован. Дальнейшая судьба неизвестна.
- Бокарёв, Анатолий Алексеевич — исследователь дагестанских языков, известен работами в области аварской филологии. Участник Великой Отечественной войны. Погиб на фронте.
- Болдырев, Александр Васильевич — советский филолог, переводчик. Организатор и член объединения молодых переводчиков АБДЕМ.
- Брамсон, Леонтий Моисеевич — российский писатель, публицист, политический и общественный деятель. Умер в Париже.
- Бужор, Иосиф Аронович активный участник большевистского подполья в Бессарабии в составе Румынии и в Молдавской ССР, оккупированной во время Великой Отечественной войны. Погиб.
- Бусыгин, Александр Иванович — русский советский прозаик, очеркист, главный редактор северокавказского журнала «На подъёме», участник Гражданской и Великой Отечественной войн. Погиб в бою.
- Бэмлетт, Герберт (59) — английский футбольный тренер и футбольный судья. Умер в октябре 1941 года
- Бяков, Алексей Иванович — красноармеец Рабоче-крестьянской Красной Армии, участник советско-финской и Великой Отечественной войн, Герой Советского Союза (1940). Погиб в бою в декабре 1941 года
- Вальтер,Александр Филиппович (43) — физик, специалист по диэлектрикам. Член-корреспондент АН СССР (1933). Репрессирован. Умер при этапировании. Реабилитирован посмертно[7].
- Васильев, Василий Владимирович — российский биолог, эколог, основатель и первый директор Кондо-Сосвинского боброво-соболиного заповедника. Умер от сердечного приступа.
- Вассиан (Пятницкий) — епископ Русской православной церкви, архиепископ Тамбовский и Шацкий. Умер в советском лагере.
- Вейс, Игорь Дмитриевич — российский органист. Участник Великой Отечественной войны. Погиб в бою под Вязьмой в октябре 1941 года.
- Вериго-Дарвский, Фридрих Константинович (67) — советский кинооператор, умер в блокадном Ленинграде[8].
- Вернер, Михаил Евгеньевич — советский кинорежиссёр («Девушка спешит на свидание»)[9].
- Вилль, Эльза Ивановна — российская балерина, Заслуженная артистка Республики (1924). Погибла в Блокадном Ленинграде.
- Винер, Меер (47) — еврейский советский писатель и литературовед. Участник Великой Отечественной войны. Погиб в бою под Вязьмой.
- Вольпе, Цезарь Самойлович — советский литературовед и критик. Умер или погиб при невыясненных обстоятельствах
- Выгодский, Яков Ефимович — российский и литовский врач, еврейский общественный и политический деятель. Умер в нацистской тюрьме в конце 1941 года.
- Выгодчиков, Константин Алексеевич — советский, ранее российский, шахматист, мастер спорта СССР (1929). Двукратный чемпион Белоруссии
- Георг, Федор Александрович — Генерал-майор; Участник Первой мировой войны; Белого движения. Репрессирован. Погиб в советском лагере.
- Глебов, Борис Дмитриевич — советский поэт. Участник Великой Отечественной войны. Погиб в бою.
- Гольденберг, Мордехай — бессарабский еврейский прозаик, поэт и журналист. Погиб в бершадском гетто
- Гордин, Яков Хаимович — русский и белорусский советский шашист, шашечный композитор. Погиб в Бобруйском гетто
- Гугель, Лев Николаевич — советский спортивный деятель, шахматный композитор
- Гудима, Игнатий Филиппович — священник, проповедник православия на Галичине. Расстрелян немецкими оккупантами.
- Дакич, Божидар — югославский партизан, участник Гражданской войны в Испании и Народно-освободительной войны Югославии. Народный герой Югославии (посмертно). Убит усташами
- Дакович, Марко — черногорский политик. Погиб в авиакатастрофе.
- Дёмкин, Никита Ефимович — рабочий-каменщик, один из первых строителей Бобриковского (Сталиногорского) химкомбината. Погиб при авиабомбардировке территории комбината
- Демков, Николай Фёдорович — советский архитектор-конструктивист. Умер от голода в блокадном Ленинграде
- Денике, Борис Петрович — советский историк искусства, руководитель археологических экспедиций в Среднюю Азию. Доктор искусствоведения. Профессор Московского университета
- Димитриадис, Георгиос — греческий скульптор
- Добржанский, Иван Андроникович — российский военный, штабс-ротмистр Отдельного корпуса пограничной стражи. Участник Русско-японской войны и Первой мировой войны. Отец советской актрисы Любови Добржанской.
- Егоров, Павел Григорьевич (45) — советский военачальник, генерал-майор (1940), в начале Великой Отечественной войны начальник штаба и командующий 28-й армии. Погиб пр выходе из окружения в августе 1941 года.
- Егоров, Сергей Андреевич — батальонный комиссар Рабоче-крестьянской Красной Армии, участник Гражданской, советско-финской и Великой Отечественной войны, Герой Советского Союза (1940). Пропал без вести в июле 1941 года.
- Емшанов, Александр Иванович — Народный комиссар путей сообщения РСФСР (1920—1921). Репрессирован. Реабилитирован посмертно
- Ерманский, Осип Аркадьевич — российский политический деятель, один из зачинателей российской/советской науки управления. Погиб в советском исправительно-трудовом лагере
- Ерофеев, Михаил Родионович — военачальник Русской императорской армии, генерал от инфантерии, белогвардеец. Умер в Ницце
- Загаринский, Александр Григорьевич — красноармеец Рабоче-крестьянской Красной Армии, участник советско-финской войны, Герой Советского Союза (1940). Скоропостижно скончался от последствий ранений в августе 1941 года
- Засецкий, Пётр Иванович, советский оперный певец (тенор), Народный артист Белорусской ССР (1940)
- Ивакин, Николай Кузьмич (35) — советский актёр, («Мы из Кронштадта», «Боксёры») погиб под бомбёжкой в Одессе[10].
- Иностранцев, Константин Александрович (65) — русский историк-востоковед. Умер в декабре 1941 года в блокадном Ленинграде.
- Каташинский, Илларион Мефодиевич — русский государственный деятель, депутат Государственной думы II созыва от Подольской губернии.
- Катков, Михаил Мефодиевич — русский юрист, правовед, профессор Киевского университета, племянник публициста М. Н. Каткова. Умер в Праге
- Квициниа, Леварса Бидович (28) — абхазский советский поэт, переводчик, погиб на фронте летом 1941 года.
- Кирнарский, Марк Абрамович — российский график, художник. Умер в блокадном Ленинграде.
- Клименко, Василий Николаевич — русский врач, преподаватель, профессор Латвийского университета
- Клоц, Юзеф — польский футболист еврейского происхождения, защитник клубов «Ютженка» (Краков) и Маккаби (Краков). Автор первого гола в истории польской сборной. Погиб в варшавском гетто.
- Кобзарёва, Ада Ивановна, советская оперная певица, заслуженная артистка РСФСР (1939)[11].
- Кобозев, Пётр Алексеевич, российский государственный и партийный деятель, чрезвычайный комиссар ВЦИК и СНК РСФСР по Средней Азии и Западной Сибири (1917—1918), нарком путей сообщения РСФСР (1918), председатель Совета министров ДВР (1922), Председатель Дальревкома (1922—1923)
- Ковалик, Зиновий — блаженный Римско-Католической и Украинской Греко-Католической Церквей, священник, мученик, замучен органами НКВД.
- Козинец, Самуил Максимович — советский футболист, защитник. Погиб на фронте.
- Коков, Михаил Семёнович — хакасский поэт, прозаик и драматург.
- Корнеев, Андрей Дмитриевич, советский военачальник, генерал-майор, в начале Великой Отечественной войны нач. штаба 20 армии Погиб на фронте.
- Корф, Рафаил Григорьевич, советский актёр и режиссёр, заслуженный артист РСФСР (1936). Казнён немецкими оккупантами в октябре 1941 года[12].
- Кукель, Сергей Андреевич, российский и советский военно-морской деятель, капитан I ранга, профессор МВТУ им. Н. Э. Баумана и МЭИ
- Курдюков, Николай Сильвестрович, русский и советский архитектор, реставратор, преподаватель, переводчик и общественный деятель.
- Кутепов, Семён Фёдорович, советский офицер, в годы Великой Отечественной войны участник обороны Могилёва, командир 388-го стрелкового полка 172-й стрелковой дивизии 61-го стрелкового корпуса, полковник. Прототип комбрига Серпилина в романе К. Симонова «Живые и мёртвые».
- Ладовский, Николай Александрович, советский архитектор, творческий лидер рационализма, педагог.
- Лемик, Николай — украинский политический деятель, член ОУН, краевой проводник (руководитель окружной организации) ОУН на восточноукраинских землях. Расстрелян немецкими оккупантами в октябре 1941 года.
- Либерман, Иосиф Меерович — советский математик, автор леммы Либермана. Погиб на фронте в августе 1941 года.
- Липавский, Леонид Савельевич — поэт, писатель и философ. Погиб на фронте Великой Отечественной войны
- Лисснер, Эрнест Эрнестович — российский художник-передвижник
- Литовский, Валентин Осафович — российский актёр. Погиб на фронте Великой Отечественной войны.
- Магго, Пётр Иванович, советский чекист, капитан госбезопасности, палач. Умер от алкоголизма.
- Мажар, Ивица — югославский партизан Второй мировой войны, Народный герой Югославии (посмертно). Расстрелян усташами в августе 1941 года
- Марго, Сергей Вольдемарович, один из организаторов пионерского движения в СССР. Погиб на фронте Великой Отечественной войны
- Меерзон, Иосиф Айзикович, ленинградский архитектор-художник. Погиб на фронте Великой Отечественной войны
- Меликян, Грачик Спиридонович, советский армянский композитор. Погиб в июле 1941 года в боях под Могилёвым.
- Мелиоранский, Владимир Михайлович, российский математик, автор учебников по математике. Умер в декабре в блокадном Ленинграде.
- Минц, Пауль — латвийский правовед и государственный деятель, министр благосостояния (1920—1921).Умер в советском лагере
- Миронов, Константин Яковлевич — советский драматический актёр и режиссёр. Участник Великой Отечественной войны. Погиб на фронте.
- Миртов, Дмитрий Павлович — русский писатель, богослов, философ, историк философии. Умер в блокадном Ленинграде
- Мительман, Мордух Израилевич — советский историк, журналист. Участник Великой Отечественной войны, погиб на фронте.
- Молчанов, Павел Александрович — русский советский метеоролог, который изобрел и запустил первый в мире радиозонд. Репрессирован. Погиб при этапировании.
- Москвин, Фёдор Иванович, советский актёр, участник Великой Отечественной войны. Погиб на фронте[13].
- Мумтаз, Салман Мамедамин оглы — азербайджанский поэт, литературовед. Расстрелян в СССР. Реабилитирован посмертно.
- Мюллер, Владимир Карлович — российский и советский лексикограф, шекспировед, переводчик. Умер в блокадном Ленинграде.
- Никчевич, Радислав (24) — югославский юрист, партизан Народно-освободительной войны, Народный герой Югославии (посмертно). В августе 1941 года казнён немецкими оккупантами.
- Новиков, Виктор Алексеевич — танкист, капитан, участник боёв в Испании, Герой Советского Союза (1938), погиб на фронте Великой Отечественной войны в октябре 1941 года.
- Окснер, Яков Викторович — русский поэт-сатирик и фельетонист, автор стихов для детей. Погиб в Кишинёвском гетто.
- Оловянишников, Сергей Пантелеймонович — советский математик. Участник Великой Отечественной войны. Погиб на фронте в декабре 1941 года.
- Пабонка Дечен Ньингпо, Джанджа-хутухта VI, один из крупнейших деятелей тибетского буддизма
- Падосек, Павел Михайлович, советский военачальник, генерал-майор инженерных войск (1940), участник Гражданской и Великой Отечественной войны, пропал без вести в ноябре 1941 года
- Панаева, Александра Валерьяновна (88), русская оперная певица (сопрано). Умерла в декабре 1941 года в блокадном Ленинграде.
- Петров, Александр Петрович (65) — российский греко-римский борец, серебряный призёр летних Олимпийских игр 1908. Умер в феврале 1941 года.
- Печул, Филипп Иванович — советский оператор документального кино. Лауреат Сталинской премии второй степени (1941). Пропал без вести на фронте в ноябре 1941 года.
- Покровский, Аркадий Михайлович — российский новгородский композитор, дирижёр и педагог.
- Попов, Леонид Дмитриевич — активный участник становления Советской власти в Липецке. Погиб на фронте Великой Отечественной войны в сентябре 1941 года.
- Пресман, Матвей Леонтьевич (71) — российский пианист и музыкальный педагог. Умер в ноябре 1941 года
- Пристор, Александр (67) — польский политический и государственный деятель Второй Речи Посполитой, премьер-министр Польской Республики (с 27 мая 1931 по 9 мая 1933 гг.). умер в советской тюрьме.
- Ракич, Крешо (21) — югославский партизан, участник Народно-освободительной войны, Народный герой Югославии (посмертно).
- Раузер, Всеволод Альфредович — советский шахматист, двукратный чемпион Украины. Погиб в блокадном Ленинграде.
- Ревуцкий, Дмитрий Николаевич — украинский советский музыковед, фольклорист, литературовед, переводчик, педагог, профессор. расстрелян в декабре 1941 года немецкими оккупантами.
- Ривин, Алик, русский поэт еврейского происхождения, перформансист. Умер в блокадном Ленинграде
- Родных, Александр Алексеевич — российский популяризатор и историк науки, специалист по истории воздухоплавания, научный журналист, писатель-фантаст. Умер в блокадном Ленинграде
- Розанов, Николай Петрович — преподаватель московской семинарии, религиозный писатель
- Розенберг, Михаил Яковлевич — советский сценарист. Лауреат Сталинской премии второй степени (1942) — посмертно. Погиб на фронте Великой Отечественной войны в ноябре 1941 года.
- Росин, Самуил Израилевич — еврейский советский поэт. Погиб на фронте Великой Отечественной войны.
- Рубцов, Фёдор Дмитриевич — советский военачальник, генерал-майор (1940), участник Первой мировой, Гражданской, Советско-финской и Великой Отечественной войн, командир 1-го стрелкового корпуса, позднее 66-го стрелкового корпуса. Погиб в немецком плену.
- Рыков, Евгений Павлович — советский военный деятель, дивизионный комиссар РККА (1940), участник советско-финской и Великой Отечественной войн, член Военного совета Юго-Западного фронта. Погиб в немецком плену.
- Сабинсий, Чеслав Генрихович (56), российский и советский сценарист, режиссёр и художник. Умер в блокадном Ленинграде[14].
- Салтыков, Иван Николаевич — русский генерал, член Государственного совета, санкт-петербургский губернский предводитель дворянства. Умер в Ницце.
- Серво, Михай — венгерский рабочий, антифашист, партизан времён Народно-освободительной войны Югославии. Народный герой Югославии (посмертно). Расстрелян немецкими оккупантами.
- Симхович, Роза — польский психолог, педагог. Умерла о брюшного тифа в Варшавском гетто
- Смоленский, Яков Борисович, советский актёр, заслуженный артист РСФСР (1940). Казнён немецкими оккупантами в декабре 1941 года[15].
- Сонки, Станислав Максимович — русский артист оперы (баритон) и вокальный педагог. Умер в феврале 1941 года.
- Сосновский, Георгий Петрович — советский археолог, исследователь и один из первооткрывателей сибирского палеолита. Умер в блокадном Ленинграде.
- Старостин, Николай Михайлович — советский военный деятель, генерал-майор (1940), участник Гражданской и Великой Отечественной войн, начальник артиллерии 11-го механизированного корпуса. Расстрелян в немецком плену.
- Стрих, Элиэзер — израильский скульптор, гравер.
- Студинский, Кирилл Иосифович (72) — украинский филолог — славист, литературовед, языковед, фольклорист, писатель, общественный деятель.
- Теэмант, Яан — эстонский государственный деятель, глава государства (1925—1927, 1932). Умер или был расстрелян в советской тюрьме.
- Треспе, Георгий Германович (73), и. о. директора Ботанического сада МГУ. Репрессирован. Умер в советской тюрьме.
- Тригер, Марк Яковлевич, российский драматург. Участник Великой Отечественной войны. Погиб на фронте.
- Туфанов, Александр Васильевич — российский поэт, теоретик искусства.
- Тыниссон, Яан — эстонский государственный деятель, юрист. Премьер-министр Эстонии (1919—1920), Государственный старейшина Эстонии (1927—1928, 1933) Погиб в советской тюрьме.
- Улуханов, Александр Иванович — российский и советский оперный певец (бас) и режиссёр.
- Урванцев Николай Николаевич (65) — советский актёр[16].
- Ушаков, Василий Фёдорович — русский поэт-самоучка. Участник Великой Отечественной войны. Погиб в бою.
- Фёйяр, Луи — французский виолончелист и музыкальный педагог.
- Файнштейн, Давид Владимирович — российский кинематографист, педагог, директор ВГИКа. Участник Великой Отечественной войны. Погиб на фронте.
- Фателевич, Борис Савельевич — советский театральный деятель, режиссёр. Участник Великой Отечественной войны. Погиб на фронте.
- Федышин, Иван Васильевич — реставратор древнерусской живописи, один из основоположников музейного дела на Русском Севере, первый собиратель и исследователь вологодской иконописи.
- Флоря, Николай Фёдорович — советский и российский астроном. Участник Великой Отечественной войны. Погиб на фронте.
- Фотченков, Пётр Семёнович — полковник, командир 8-й танковой дивизии 4-го механизированного корпуса 6-й армии. Погиб на фронте
- Хлебникова, Вера Владимировна — русский художник.
- Цзинь Шужэнь — губернатор китайской провинции Синьцзян (1928—1933)
- Цытович, Владимир Николаевич — российский генерал-майор, военный инженер.
- Цытович, Эраст Платонович — русский педагог и общественный деятель, директор Царскосельского реального училища Императора Николая II, один из основателей и лидеров скаутского движения в России
- Чеховский, Якуба Авраамович (61), российский и советский цирковой борец-тяжелоатлет[17].
- Чхеидзе, Александр Давидович — начальник Тифлисского военного училища, бригадный генерал, офицер польской армии. Расстрелян органами НКВД.
- Шамрыло, Тимофей Власович — украинский советский политический и государственный деятель. Погиб на фронте.
- Шелагин, Валентин Евгеньевич — советский футболист, нападающий. Участник Великой Отечественной войны Погиб на фронте.
- Шептицкий, Иосиф Ромуальдович — подполковник Российской армии. Репрессирован. Реабилитирован посмертно
- Шишенин, Гавриил Данилович, генерал-майор (1940). Видный деятель обороны Одессы в 1941 г. Погиб в ноябре 1941 года в авиакатастрофе.
- Шкляр, Евгений Львович, поэт, переводчик, журналист, критик. Погиб в немецком концлагере.
- Шумов, Анатолий — несовершеннолетний партизан Великой Отечественной войны, казнённый гитлеровцами.
- Шутко, Кирилл Иванович — русский революционер, советский партийный и государственный деятель. Расстрелян органами НКВД.
- Щедрин, Константин Фёдорович — генерал-лейтенант генерального штаба, участник войны в Китае (1900—1901), Первой мировой войны и Белого движения на Юге России. Умер во Франции
- Щировский, Владимир Евгеньевич — русский поэт, участник Великой Отечественной войны. Погиб во время бомбёжки во фронтовом госпитале.
- Эстрович, Виктор Абрамович — российский и советский архитектор еврейского происхождения. Погиб от рук фашистов в Дробицком Яру под Харьковом.
- Янсон, Алексей Кириллович — русский педагог, общественный деятель Российской империи и Эстонии. Расстрелян немецкими оккупантами в сентябре 1941 года.
- Ярчук, Теодор — миссионер и отец реформатор Украинской Евангельской Церкви Аугсбургского Исповедания, основатель Украинской лютеранской церкви